# Laura Bignami
Laura Bignami (Legnano, 7 ottobre 1969) è una politica italiana.

## Biografia
Nata il 7 ottobre 1969 a Legnano, in provincia di Milano, ma residente a Busto Arsizio, in provincia di Varese, laureata in fisica all'Università degli Studi di Milano e analista programmatore. È moglie di Giampaolo Sablich e madre di tre figli (Gianantonio, Sofia e Giuliana).

### Attività politica e parlamentare
Nel 2011 si candida al Consiglio comunale di Busto Arsizio all'interno della lista del Movimento 5 Stelle che ottiene il 5,6%. Ottiene 17 preferenze, classificandosi al quinto posto in lista, non abbastanza per essere eletta.
Alle primarie interne della circoscrizione Lombardia 2 per l'elezione al parlamento risulta seconda classificata (prima donna) con 174 voti. Nel 2013 viene eletta, in qualità di senatore della XVII legislatura della Repubblica Italiana, nella circoscrizione Lombardia per il Movimento 5 Stelle.
Il 27 febbraio 2014, in polemica con il Movimento 5 Stelle, sostenendo l'irregolarità dell'espulsione di quattro membri del gruppo senatoriale dello stesso Movimento, presenta le dimissioni da parlamentare insieme a quattro colleghi: Maurizio Romani, Maria Mussini, Monica Casaletto e Alessandra Bencini.
Il 6 marzo 2014 viene annunciata la sua espulsione dal Movimento attraverso un comunicato pubblicato sul blog di Beppe Grillo, che la costringe al passaggio al Gruppo misto. Nessuna assemblea del gruppo e nessuna votazione sul portale viene indetta per la loro espulsione. Nessun verbale risulta agli atti.
Le dimissioni, non ritirate, vengono discusse insieme a quelle di Maria Mussini e sono respinte dall'assemblea del Senato.

### Movimento X
L'11 luglio 2014 fonda la componente del Gruppo misto "Movimento X" (MX) a cui aderiscono i senatori 5 Stelle dimissionari con lei (Maurizio Romani e Maria Mussini, a cui si aggiunge anche il neoespulso dal Movimento, il senatore Bartolomeo Pepe), mentre le altre senatrici dimissionarie Casaletto e Bencini aderiscono alla componente del Gruppo misto "Italia Lavori in Corso" (ILIC) dei senatori espulsi capeggiati da Luis Alberto Orellana.
Successivamente alla sua espulsione, insieme ad altri parlamentari espulsi o fuoriusciti dal Movimento, ha proseguito nel versamento della riduzione dello stipendio e parte della diaria ad associazioni benefiche, così come imposto dal regolamento originario del gruppo parlamentare del M5S.
Nel 2016 si candida come consigliere comunale di Busto Arsizio nella lista Movimento X Busto, ottenendo 102 preferenze ma la sua lista, ferma all'1,9%, non entra in Consiglio. Alle elezioni comunali in Lombardia del 2017 si candida come consigliere comunale a Legnano nella lista "Movimento X Legnano", che ottiene il 7% (la coalizione ottiene il 14%), eleggendo a consigliere l'ex 5 stelle Daniele Berti.
Nella prosecuzione della sua attività parlamentare al gruppo misto, si dedica in particolar modo al mondo della disabilità, con proposte di legge, convegni e sostegno al mondo dell'istruzione e dello sport. Suo è il disegno di legge ddl 2128 relativo alle tutele della figura del "Caregiver", il famigliare che assiste un congiunto gravemente disabile. La legge si ferma al termine della legislatura, ma riesce ad ottenere il riconoscimento legislativo della figura del caregiver, inserendolo nella legge di stabilità del 2017, sottoscritto da tutti i gruppi parlamentari e firmato da oltre 150 senatori.
Non si ricandida alle elezioni del 2018.
L'associazione politica "Movimento X - Progetto PER", di cui è presidente viene iscritta nel registro nazionale dei partiti riconosciuti ai sensi del d.l.149/2013 convertito in legge 13/2014, il 16 Maggio 2018 e successivamente, sciolta nel dicembre 2020.
Alle elezioni comunali del 2021 si ricandida a Busto Arsizio con il Movimento X Busto, ottenendo l'1,6% dei voti.